# Mojin: La leyenda perdida
Mojin: La leyenda perdida es una película china de acción y aventuras de 2015 basada en la novela Ghost Blows Out the Light del autor Zhang Muye y protagonizada por Chen Kun, Shu Qi, Angelababy y Xia Yu. Dirigida por Wuershan y producida por Chen Kuo-fu, la película fue estrenada el 18 de diciembre de 2015 en los formatos 2D, 3D, IMAX e IMAX 3D en China y algunos teatros de Estados Unidos y Canadá.
Tras el enorme éxito comercial de películas chinas como Monster Hunt y Lost in Hong Kong, Greg Foster, vicepresidente ejecutivo de la Corporación IMAX y director general de IMAX Entertainment, afirmó que la empresa deseaba replicar dicho éxito con Mojin "gracias a su naturaleza visual y de suspense, combinada con el interés cultural chino en la búsqueda de tesoros, haciéndola encajar a la perfección en la experiencia IMAX". El filme se estrenó en 269 pantallas IMAX en la China continental.

## Sinopsis
A principios de la década de 1990, el famoso explorador de tumbas Hu Bayi, su socio Wang Kaixuan y su prometida Shirley Yang deciden retirarse de la acción y mudarse a Manhattan. Después de una supuesta división del equipo, Wang Kaixuan se vio envuelto en un trato para localizar la antigua tumba de una princesa mongola. Mientras tanto, Hu Bayi ha estado teniendo una pesadilla recurrente con su primer amor, Ding Sitian, quien supuestamente murió hace cerca de veinte años en una tumba bajo las llanuras de Mongolia. El equipo es atraído de nuevo a su vocación original por una misteriosa mujer de negocios llamada Ying Caihong, quien desea que encuentren la antigua tumba de la princesa mongola. Eventualmente el grupo de entera que lo que ella realmente quiere es poseer un famoso artefacto conocido como la Flor del Equinoccio, que supuestamente tiene la facultad de resucitar a los muertos.

## Reparto

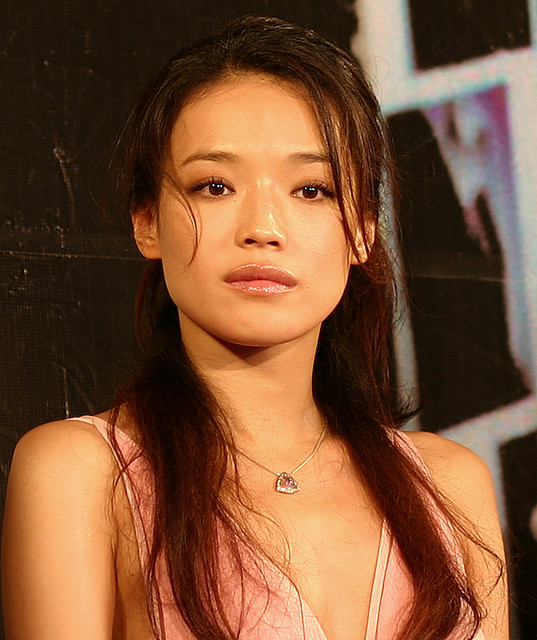
La actriz taiwanesa Shu Qi interpretó el papel principal de Shirley Yang en la película

- Chen Kun es Hu Bayi.
- Huang Bo es Wang Kaixuan.
- Shu Qi es Shirley Yang.
- Angelababy es Ding Sitian.
- Xia Yu es Big Gold Tooth.
- Liu Xiaoqing es Ying Caihong.

## Recepción
Aunque el desempeño del reparto, los efectos especiales y las secuencias de acción recibieron elogios, la película en general obtuvo una recepción mixta por parte de los críticos occidentales. El sitio web especializado en reseñas Rotten Tomatoes reportó un 56% de aprobación, basado en 6 críticas con un promedio de 4.6 sobre 10.
Daniel M. Gold del diario The New York Times le dio una crítica negativa, afirmando que la película desperdicia algunos buenos actores como Shu Qi "en personajes predecibles y unidimensionales, y una vez dentro de la tumba, los decorados subterráneos se vuelven casi intercambiables. Lo que comienza de un modo espeluznante se convierte en algo estrictamente caricaturesco". De la misma manera, Los Angeles Times criticó algunos aspectos del filme. Escribiendo para el portal rogerebert.com, Mark Dujsik le dio a la cinta una estrella y media de cuatro posibles, refiriéndose a ella como "desarticulada e incómoda en partes iguales".
Sin embargo, no todas las reseñas fueron negativas. David Noh de The Film Journal International le aconsejó a sus lectores "tomar una gran bolsa de palomitas de maíz y un refresco y sumergirse en este trepidante pero hábil y sorprendentemente profundo juego de acción chino". Aunque criticó la excesiva duración del filme, Frank Scheck de The Hollywood Reporter elogió las secuencias de acción y los efectos especiales, considerándolos "magníficos". La principal crítica cinematográfica asiática, Maggie Lee de Variety, afirmó que la película ofrece "suficiente acción robusta y destreza técnica para hacer que el público pase por alto su argumentación formulativa y sus caracterizaciones rutinarias". Jake Wilson de The Sydney Morning Herald le dio a la película tres estrellas de cinco posibles, escribiendo: "El resultado puede sentirse un poco desarticulado: las cosas tardan mucho en empezar y hay demasiadas distracciones para que los indicios de comentario social y tragedia se registren con mucha fuerza". Sin embargo ponderó la fotografía, comparándola con la del trabajo de Peter Jackson en la trilogía de El Señor de los Anillos. En su reseña, el diario Taipei Times afirmó que la película "es pródiga, llena de acción y tramas fantásticas, por lo que se siente similar a las películas de Lara Croft: Tomb Raider".